# Солодчук Валерій Миколайович
Валерій Миколайович Солодчук (1971, м. Астрахань, РФ) — воєнний злочинець, колишній командир 1 АК (Донецьк, Україна) 12 Командування резерву (на т.ч. Центр територіальних військ) Південного ВО ЗС РФ. Учасник 1-ї та 2-ї чеченських війн та контртерористичної операції в Дагестані. До того командир 7 десантно-штурмової дивізії (Новоросійськ) Повітрянодесантних військ ЗС РФ. Брав безпосередню участь у злочинній діяльності на території України у 2014—2015 рр.
З 2020 року командувач 36-ї загальновійськової армії.

## Життєпис
Народився 24 березня 1971 році в Астрахані.
У 1992 році закінчив Рязанське вище повітрянодесантне командне училище. У 2004 році завершив навчання в Загальновійськовій академії Збройних сил Російської Федерації. У 2012 році випустився з Академії Генерального штабу ЗС РФ.
2012—2014 рр. — командир 7 десантно-штурмової дивізії (Новоросійськ) Повітрянодесантних військ ЗС РФ;
З осені 2014 р. до кінця весни 2015 р. — командував 1 АК (Донецьк, Україна) 12 Командування резерву (на т.ч. Центр територіальних військ, Новочеркаськ, Росія) Південного військового округу (м. Ростов-на –Дону) ЗС РФ;
За участь у бойових діях на території України отримав підвищення посади.
2015—2020 — заступник командувача 5 Армії (м. Усурійськ) Східного ВО (м. Хабаровськ) ЗС РФ.
У січні 2020 року він став командувачем 36-ї армії. У грудні 2021 року йому було присвоєно звання генерал-лейтенанта.

### Повномасштабне російське вторгнення 2022 року
На початку російського вторгнення в Україну 24 лютого 2022 року командування Солодчука очолило невдалу битву за Київ. Війська, що вторглися з Білорусі, зокрема значна частина 36-ї армії, були зупинені, а потім відбиті Збройними Силами України на заході від Києва у березні 2022 року.
30 травня 2022 року в аудіозаписі, нібито перехопленому телефонному дзвінку російського солдата з території України, описувалося, як Солодчук погрожував убити своїх солдатів після того, як вони відмовилися виконати наказ про атаку. За повідомленнями, після того, як Солодчук наказав своїй охороні зі складу російських спецпідрозділів навести зброю на непокірних солдатів, він утік із району після того, як один із російських солдатів дістав ручну гранату та пригрозив життю Солодчука.